# Lazzaro Oertli
Lazzaro E. Oertli Ortis (* 9. Januar 1999 in Tampa, Florida) ist ein amerikanisch-spanischer Schauspieler.

## Leben
Oertli wurde in Florida als Sohn einer Puerto-Ricanerin und eines Franzosen geboren. Die Familie zog jedoch früh nach Spanien, wo er in der Nähe von Barcelona aufwuchs.
Nach einer kleinen Rolle in dem Film [●REC]² (2009) hatte er seinen ersten größeren Filmauftritt in dem Horrorfilm Der Exorzismus der Emma Evans (2010), in dem er den Bruder der Hauptperson spielte.